# Aristolochia dammeriana
Aristolochia dammeriana är en piprankeväxtart som beskrevs av Maxwell Tylden Masters. Aristolochia dammeriana ingår i släktet piprankor, och familjen piprankeväxter. Inga underarter finns listade i Catalogue of Life.